# Model-View-Presenter
Model-View-Presenter (MVP) — шаблон проектирования, производный от MVC, который используется в основном для построения пользовательского интерфейса.
Элемент Presenter в данном шаблоне берёт на себя функциональность посредника (аналогично контроллеру в MVC) и отвечает за управление событиями пользовательского интерфейса (например, использование мыши) так же, как в других шаблонах обычно отвечает представление.

## Описание шаблона
MVP — шаблон проектирования пользовательского интерфейса, который был разработан для облегчения автоматического модульного тестирования и улучшения разделения ответственности в презентационной логике (отделения логики от отображения):
- Модель (англ. Model) предоставляет данные для пользовательского интерфейса.
- Представление (англ. View) реализует отображение данных (Модели) и маршрутизацию пользовательских команд или событий Presenterʼу.
- Presenter управляет Моделью и Представлением. Например извлекает данные из Модели и форматирует их для отображения в Представлении.

Обычно экземпляр Представления создаёт экземпляр Presenterʼа, передавая ему ссылку на себя. При этом Presenter работает с Представлением в абстрактном виде, через его интерфейс. Когда вызывается событие Представления, оно вызывает конкретный метод Presenterʼа, не имеющего ни параметров, ни возвращаемого значения. Presenter получает необходимые для работы метода данные о состоянии пользовательского интерфейса через интерфейс Представления и через него же передаёт в Представление данные из Модели и другие результаты своей работы.
```
public
 
class
 
MyModel

{

    
private
 
int
 
_state
 
=
 
0
;

    
public
 
MyModel
(
int
 
initState
)

    
{

        
_state
 
=
 
initState
;

    
}

    
public
 
int
 
getState
()

    
{

        
return
 
_state
;

    
}

}

public
 
class
 
MyView
 
:
 
IView

{

    
private
 
readonly
 
MyPresenter
 
presenter
;

    
public
 
MyView
()

    
{

        
presenter
 
=
 
new
(
this
);

    
}

}

public
 
class
 
MyPresenter

{

    
private
 
readonly
 
IView
 
_view
;

    
private
 
readonly
 
MyModel
 
model
 
=
 
new
(
123
);

    
public
 
MyPresenter
(
IView
 
view
)

    
{

        
_view
 
=
 
view
;

    
}

}

```

Количество логики, допустимой в Представлении, различается для разных реализаций.

С точки зрения многоуровневой модели приложений в ООП, Presenter может рассматриваться как самостоятельный уровень между уровнем приложения и уровнем пользовательского интерфейса. В структуре Решения Приложения, Согласно принципам ООП и SOLID, каждый слой должен быть отдельной сборкой или даже набором сборок. Пример выше не позволяет построить полностью абстрактную структуру, что нарушает принципы. Например, любое изменение в Model потребует перекомпиляции Презентера, а его компиляция потребует компиляции Представления. Для устранения таких зависимостей, нарушающих принципы абстракции, Презентер должен работать с Моделью и Представлением через их интерфейсы в отдельных сборках, сборки Модели, Презентера и Представления не должны иметь ссылок друг на друга. Создаются слои и внедряются зависимости в сборке Приложения. Например, метод Main(), который является точкой запуска консольного приложения.
```
namespace
 
AssembleOfInterfaces
 

{

    
public
 
interface
 
IModel

    
{

        
IList
<
int
>
 
Numbers
 
{
 
get
;
 
}

        
int
 
Sum
();

    
}

    
public
 
interface
 
IView

    
{

        
int
 
ReadA
();

        
int
 
ReadB
();

        
void
 
WriteSum
(
int
 
sum
);

    
}

}

```

```
using
 
AssembleOfInterfaces
;

namespace
 
AssembleOfModel

{

    
public
 
class
 
MyModel
 
:
 
IModel

    
{

        
public
 
IList
<
int
>
 
Numbers
 
{
 
get
;
 
}
 
=
 
new
 
List
<
int
>
();

        
public
 
int
 
Sum
()
 
=>
 
Numbers
.
Sum
();

    
}

}

```

```
using
 
AssembleOfInterfaces
;

using
 
static
 
System
.
Console
;

namespace
 
AssembleOfView

{

    
public
 
class
 
MyView
 
:
 
IView

    
{

        
public
 
int
 
ReadA
()

        
{

            
Write
(
"Коэффициент A: "
);

            
return
 
int
.
Parse
(
ReadLine
()
 
??
 
string
.
Empty
);

        
}

        
public
 
int
 
ReadB
()

        
{

            
Write
(
"Коэффициент B: "
);

            
return
 
int
.
Parse
(
ReadLine
()
 
??
 
string
.
Empty
);

        
}

        
public
 
void
 
WriteSum
(
int
 
sum
)
 
=>
 
WriteLine
(
$"Сумма коэффициентов = {sum}."
);

    
}

}

```

```
using
 
AssembleOfInterfaces
;

namespace
 
AssembleOfPresenter

{

    
public
 
class
 
MyPresenter

    
{

        
private
 
readonly
 
IView
 
view
;

        
private
 
readonly
 
IModel
 
model
;

        
public
 
MyPresenter
(
IModel
 
myModel
,
 
IView
 
view
)

        
{

            
this
.
view
 
=
 
view
;

            
model
 
=
 
myModel
;

        
}

        
public
 
void
 
Start
()

        
{

            
model
.
Numbers
.
Add
(
view
.
ReadA
());

            
model
.
Numbers
.
Add
(
view
.
ReadB
());

            
view
.
WriteSum
(
model
.
Sum
());

        
}

    
}

}

```

```
using
 
AssembleOfInterfaces
;

using
 
AssembleOfModel
;

using
 
AssembleOfView
;

using
 
AssembleOfPresenter
;

namespace
 
AssembleOfApplication

{

    
public
 
class
 
App

    
{

        
public
 
static
 
void
 
Main
()

        
{

            
MyModel
 
model
 
=
 
new
();

            
MyView
 
view
 
=
 
new
();

            
MyPresenter
 
presenter
 
=
 
new
 
MyPresenter
(
model
,
 
view
);

            
presenter
.
Start
();

        
}

    
}

}

```

Для тех же Модели и Презентера можно создать другое Представление. Например, Форма с двумя полями, двумя кнопками и лейблом для вывода результата. В начальном состоянии поля и кнопки отключены: Enabled=false. Code Behind формы:
```
using
 
AssembleOfInterfaces
;

using
 
System
;

using
 
System.Threading
;

using
 
System.Windows.Forms
;

namespace
 
AssembleOfFormsView

{

    
public
 
partial
 
class
 
NumbersForm
 
:
 
Form
,
 
IView

    
{

        
public
 
NumbersForm
()

        
{

            
InitializeComponent
();

            
labelSum
.
Text
 
=
 
"0"
;

        
}

        
private
 
readonly
 
AutoResetEvent
 
readAEvent
 
=
 
new
 
AutoResetEvent
(
false
);

        
private
 
readonly
 
AutoResetEvent
 
readBEvent
 
=
 
new
 
AutoResetEvent
(
false
);

        
private
 
int
 
a
,
 
b
;

        
public
 
int
 
ReadA
()

        
{

            
Invoke
(
new
 
Action
(()
 
=>
 
textBoxA
.
Enabled
 
=
 
btnA
.
Enabled
 
=
 
true
));

            
readAEvent
.
WaitOne
();

            
return
 
a
;

        
}

        
public
 
int
 
ReadB
()

        
{

            
Invoke
(
new
 
Action
(()
 
=>
 
textBoxB
.
Enabled
 
=
 
btnB
.
Enabled
 
=
 
true
));

            
readBEvent
.
WaitOne
();

            
return
 
b
;

        
}

        
private
 
void
 
btnA_Click
(
object
 
sender
,
 
EventArgs
 
e
)

        
{

            
a
 
=
 
int
.
Parse
(
textBoxA
.
Text
);

            
textBoxA
.
Enabled
 
=
 
btnA
.
Enabled
 
=
 
false
;

            
readAEvent
.
Set
();

        
}

        
private
 
void
 
btnB_Click
(
object
 
sender
,
 
EventArgs
 
e
)

        
{

            
b
 
=
 
int
.
Parse
(
textBoxB
.
Text
);

            
textBoxB
.
Enabled
 
=
 
btnB
.
Enabled
 
=
 
false
;

            
readBEvent
.
Set
();

        
}

        
public
 
void
 
WriteSum
(
int
 
sum
)

        
{

            
Invoke
(
new
 
Action
(()
 
=>
 
labelSum
.
Text
 
=
 
sum
.
ToString
()));

        
}

    
}

}

```

Точка сборки:
```
using
 
AssembleOfFormsView
;

using
 
AssembleOfModel
;

using
 
AssembleOfPresenter
;

using
 
System
;

using
 
System.Threading.Tasks
;

using
 
System.Windows.Forms
;

namespace
 
App

{

    
static
 
class
 
Program

    
{

        
/// <summary>

        
/// Главная точка входа для приложения.

        
/// </summary>

        
[STAThread]

        
static
 
void
 
Main
()

        
{

            
Application
.
EnableVisualStyles
();

            
Application
.
SetCompatibleTextRenderingDefault
(
false
);

            
MyModel
 
model
 
=
 
new
 
MyModel
();

            
NumbersForm
 
view
 
=
 
new
 
NumbersForm
();

            
MyPresenter
 
presenter
 
=
 
new
 
MyPresenter
(
model
,
 
view
);

            
view
.
Shown
 
+=
 
async
 
delegate
 
{
 
await
 
Task
.
Run
(
presenter
.
Start
);
 
};

            
Application
.
Run
(
view
);

        
}

    
}

}

```

## История
Эволюция и несколько вариантов шаблона MVP, в том числе отношения MVP с другими шаблонами проектирования (такими как MVC) были подробно проанализированы в статье Мартина Фаулера
, а также в статье Дерека Грира.